# Raveniola alajensis
Espèce
Raveniola alajensis est une espèce d'araignées mygalomorphes de la famille des Nemesiidae.

## Distribution
Cette espèce se rencontre au Kirghizistan dans la province d'Och et au Tadjikistan au Haut-Badakhchan dans le chaînon Trans-Alaï et les monts Alaï,.

## Description
Le mâle holotype mesure 13,85 mm et la femelle paratype 21,50 mm.

## Systématique et taxinomie
Cette espèce a été décrite par Zonstein en 2024.

## Étymologie
Son nom d'espèce, composé de alaj et du suffixe latin -ensis, « qui vit dans, qui habite », lui a été donné en référence au lieu de sa découverte, le chaînon Trans-Alaï et les monts Alaï.

## Publication originale
- Zonstein, 2024 : « A revision of the spider genus Raveniola (Araneae, Nemesiidae). II. Species from Central Asia. » European Journal of Taxonomy, vol. 967, p. 1-185 (texte intégral).